# Watts (cràter)
|  | No s'ha de confondre amb Watt (cràter). |

Watts és un petit cràter d'impacte de la Lluna que es troba a l'extrem nord de la Mare Fecunditatis, a només un diàmetre a nord-oest de l'irregular cràter Da Vinci. Més a sud es troba el cràter més gran Taruntius, i una mica més lluny cap a l'est-sud-est apareix Rostida.

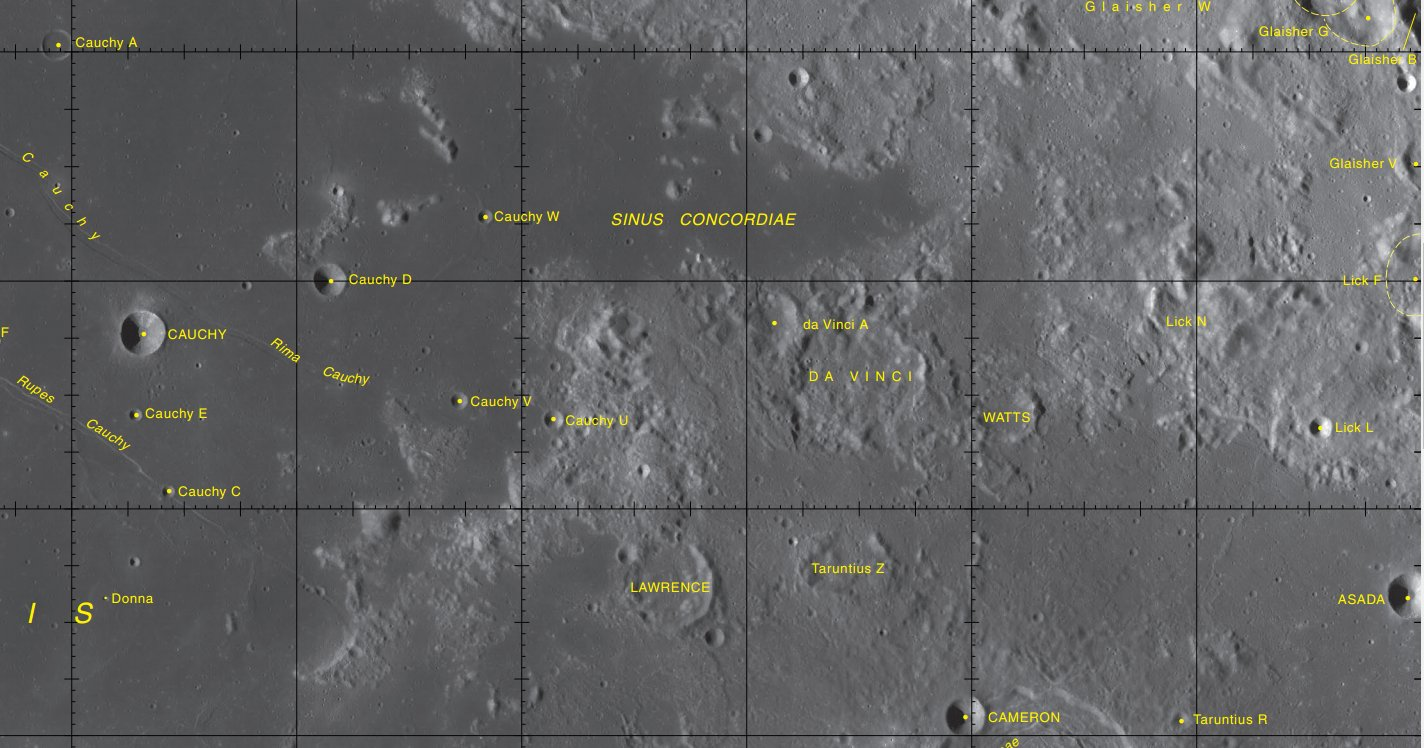
Entorn de Watts (al centre de la meitat dreta de la imatge). Fotografia de la missió LRO
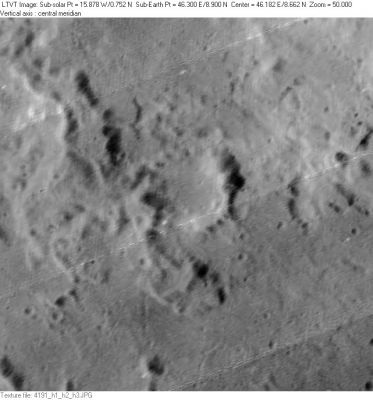
Fotografia de la missió Lunar Orbiter 4 (1967)

La vora d'aquest cràter s'interromp al sud, amb el seu interior inundat per la lava. El terreny sobre el cràter també ha ressorgit a causa de antics fluxos de lava, deixant vora baixa aixecada sobre l'entorn, gairebé a nivell. La vora sud-oest està unit a una elevació connectada amb Da Vinci.
Aquest cràter va ser prèviament designat amb el nom de Taruntius D abans de ser reanomenat per la UAI.